# Всесвятский, Владимир Николаевич
Владимир Николаевич Всесвятский (30 октября 1913 ― 23 марта 1989) ― советский хозяйственный и общественный деятель, энергетик, строитель, лауреат Государственной премии СССР (1981), почётный гражданин города Норильска (1975), почётный гражданин города Дудинка (1973).

## Биография
Родился 30 октября 1913 года в Угодском Заводе (ныне город Жуков) Калужской губернии в семье врача. 
В 1928 году завершил обучение в восьмом классе Угодско-Заводской школы. В 1933 году успешно завершил обучение в Московском электротехникуме Наркомата путей сообщения. В 1938 году получил направление на работу в Мончегорск на строительство комбината «Североникель», трудоустроен главным механиком. 
В годы Великой Отечественной войны, в 1941 году, был эвакуирован из Мончегорска в Кабардино-Балкарскую АССР на Тырныаузский комбинат. Всесвятский трудился старшим прорабом по монтажу Тырныаузского комбината, за что был награждён медалью «За оборону Кавказа». В дальнейшем был направлен на работу в Красноярск и назначен механиком строительства речного порта.
В 1943 году приехал в Норильск. Работал на различных должностях. С 1943 года главным инженером и начальником «Спецстроя». С 1951 года заместителем начальника управления строительства Норильского комбината, в 1953 году назначен главным механиком и главным энергетиком комбината. С 1953 по 1957 годы работал начальником Дудинского морского порта, а с 1957 по 1975 годы - начальником «Норильскснаба». Решал многие актуальные инженерные задачи по строительству инфраструктуры северных населённых пунктов. Является инициатором внедрения круглогодичной навигации по Северному морскому пути в дудинском направлении, за что в 1981 году удостоен Государственной премии СССР. 
С 1975 по 1989 годы работал руководителем московского представительства «Норильскснаба».
Проживал в городе Москве. Умер 23 марта 1989 года.

## Награды и звания
- Орден Ленина,
- два ордена Трудового Красного Знамени,
- Орден «Знак Почёта»,
- Лауреат Государственной премии СССР (1981),
- Почётный полярник Морфлота СССР,
- Почётный гражданин города Дудинки (1973),
- Почётный гражданин города Норильска (1975).

## Память
- Одна из улиц города Дудинка названа именем Владимира Николаевича Всесвятского.
- На Таймыре Всесвятскому установлены две мемориальные доски: в городе Дудинке на улице Всесвятского, дом 8 и в городе Норильске, на здании управления «Норильскснаб».
- Является прототипом главного героя пьесы «Проводы» Игнатия Дворецкого. В Московском театре имени Маяковского этот образ на сцене сыграл Армен Джигарханян[6].